# Francuszczyzna
Francuszczyzna – trend w kulturze polskiej, w różnych okresach, przejawiający się egzaltowanym przywiązaniem do wszelkich osiągnięć kultury francuskiej (moda, język). Prowadził niekiedy do wynaturzeń: na przykład sfrancuziała szlachta więcej rozmawiała po francusku niż po polsku.
Moda na francuszczyznę nie ominęła też innych klas społecznych, na przykład mieszczaństwa, a nie idąc w parze z wykształceniem, prowadziła często do śmieszności.